# Haniska (Košice)
Haniska (in ungherese Enyicke) è un comune della Slovacchia facente parte del distretto di Košice-okolie, nella regione di Košice.